# Пискања
Пискања је насеље у Србији у општини Рашка у Рашком округу. Према попису из 2022. било је 363 становника.

## Демографија
У насељу Пискања живи 420 пунолетних становника, а просечна старост становништва износи 44,6 година (42,2 код мушкараца и 47,3 код жена). У насељу има 159 домаћинстава, а просечан број чланова по домаћинству је 3,06.
Ово насеље је великим делом насељено Србима (према попису из 2002. године), а у последња три пописа, примећен је пад у броју становника.
|  |

| Демографија | Демографија | Демографија |
| Година      | Становника  | Становника  |
| ----------- | ----------- | ----------- |
| 1948.       | 544         |             |
| 1953.       | 627         |             |
| 1961.       | 738         |             |
| 1971.       | 623         |             |
| 1981.       | 588         |             |
| 1991.       | 567         | 556         |
| 2002.       | 486         | 505         |

| Етнички састав према попису из 2002.‍ | Етнички састав према попису из 2002.‍ | Етнички састав према попису из 2002.‍ | Етнички састав према попису из 2002.‍ | Етнички састав према попису из 2002.‍ |
| ------------------------------------ | ------------------------------------ | ------------------------------------ | ------------------------------------ | ------------------------------------ |
|                                      |                                      |                                      |                                      |                                      |
| Срби                                 | Срби                                 |                                      | 485                                  | 99,79%                               |
| Црногорци                            | Црногорци                            |                                      | 1                                    | 0,20%                                |
| непознато                            | непознато                            |                                      | 0                                    | 0,0%                                 |

| Година пописа     | 1948. | 1953. | 1961. | 1971. | 1981. | 1991. | 2002. |
| ----------------- | ----- | ----- | ----- | ----- | ----- | ----- | ----- |
| Број домаћинстава | 94    | 97    | 129   | 148   | 145   | 155   | 159   |

| Број чланова      | 1  | 2  | 3  | 4  | 5  | 6 | 7 | 8 | 9 | 10 и више | Просек |
| ----------------- | -- | -- | -- | -- | -- | - | - | - | - | --------- | ------ |
| Број домаћинстава | 27 | 40 | 31 | 31 | 22 | 5 | 2 | 1 | 0 | 0         | 3,06   |

| Пол    | Укупно | Неожењен/Неудата | Ожењен/Удата | Удовац/Удовица | Разведен/Разведена | Непознато |
| ------ | ------ | ---------------- | ------------ | -------------- | ------------------ | --------- |
| Мушки  | 229    | 72               | 141          | 11             | 2                  | 3         |
| Женски | 212    | 33               | 140          | 36             | 2                  | 1         |
| УКУПНО | 441    | 105              | 281          | 47             | 4                  | 4         |

| Пол    | Укупно                    | Пољопривреда, лов и шумарство | Рибарство                            | Вађење руде и камена | Прерађивачка индустрија       |
| ------ | ------------------------- | ----------------------------- | ------------------------------------ | -------------------- | ----------------------------- |
| Мушки  | 114                       | 2                             | 0                                    | 33                   | 38                            |
| Женски | 37                        | 2                             | 0                                    | 5                    | 14                            |
| УКУПНО | 151                       | 4                             | 0                                    | 38                   | 52                            |
| Пол    | Производња и снабдевање   | Грађевинарство                | Трговина                             | Хотели и ресторани   | Саобраћај, складиштење и везе |
| Мушки  | 1                         | 6                             | 5                                    | 0                    | 9                             |
| Женски | 0                         | 0                             | 3                                    | 1                    | 1                             |
| УКУПНО | 1                         | 6                             | 8                                    | 1                    | 10                            |
| Пол    | Финансијско посредовање   | Некретнине                    | Државна управа и одбрана             | Образовање           | Здравствени и социјални рад   |
| Мушки  | 0                         | 2                             | 9                                    | 0                    | 3                             |
| Женски | 0                         | 4                             | 1                                    | 2                    | 2                             |
| УКУПНО | 0                         | 6                             | 10                                   | 2                    | 5                             |
| Пол    | Остале услужне активности | Приватна домаћинства          | Екстериторијалне организације и тела | Непознато            | Непознато                     |
| Мушки  | 0                         | 0                             | 0                                    | 6                    | 6                             |
| Женски | 0                         | 0                             | 0                                    | 2                    | 2                             |
| УКУПНО | 0                         | 0                             | 0                                    | 8                    | 8                             |